# Бенд (Орегон)
Бенд (енгл. Bend) град је у америчкој савезној држави Орегон.

## Демографија
По попису из 2010. године број становника је 76.639, што је 24.61 (47,3%) становника више него 2000. године.
| Група             | 2000.          | 2010.          |
| Белци             | 47.660 (91,6%) | 66.911 (87,3%) |
| Афроамериканци    | 145 (0,3%)     | 357 (0,5%)     |
| Азијати           | 521 (1,0%)     | 956 (1,2%)     |
| Хиспаноамериканци | 2.396 (4,6%)   | 6.256 (8,2%)   |
| Укупно            | 52.029         | 76.639         |